# Процене које се врше у животном добу рудника
У сваком стадијуму рударске активности,геолог или рударски инжењер мора да врши неопходне процене рудних резерви у вези доношења некх информација,квантитативних,квалитативних и расположивих у моменту доношења одлуке о почетку експлоатације одређене минералне сировине,односно о отварању рудника.

## Период истраживања
У периоду истраживања се врше активности у којима треба да се утврде укупне резерве, и то количинске, као и просечни садржај метала у руди. Поставља се и захтев да се утврди прецизност података до којих се долази обрачуном у резерви. То је врло важан задатак, као и циљ који треба остварити, посебно када се ради о поверењу у односу на податке. Овај задатак обухватају проблеми криве расподеле корисне минералне сировине. Други део задатка се односи на позитивне ефекте који се могу остварити додатним истражним радовима, бушењем и узорковањем. Све ово има за циљ рентабилност експлоатације минералне сировине, па и самог рудника.То је веома важан и одговоран задатак који је од пресудног значаја за почетак експлоатације минералне сировине.

### Период пројектовања рудника
Карактеристика овог периода је израчунавање и обрачун експлоатационих резерви. Постоји више поступака који се користе у пракси за утврђивање које су резерве рентабилне. Сумирајући све то долази се до закључка да је потребно одговорити на два питања:
- Колико се метала налази у неком датом блоку?
- Колико је укупне јаловине у том блоку и колико метала ће се изгубити, јер ће бити откопано и одбачено са јаловином?

Важно је истачшћи да ниједан метод не даје стварно стање. Што више информација стоји на располагању, то смо ближе стварном стању у процени.
Посебно је оправдано да се укаже на значајну чињеницу да крива тонажа-садржај има променљив облик. Она може да се проширује и скупља у току времена, на шта утичу разни фактори у приступу процене лежишта, па ипак то не може да буде разлог да се крива тонажа не израчуна. Ако се то не уради одступња од стварног стања могу бити велика, а услед тога и подухват скуп.
Један од поступака у периоду пројектовања је дугорочно планирање површинског откопа. То подразумева разграничење блокова на јаловинске и рудне. Када је гранични садржај врло близак средњој вредности могу настати потешкоће, ако су блокови предвиђени као руда у ствари јаловина. За реализацију оптималног захвата откопа потребно је неколико година унапред познавати садржај сваког блока у лежишту. Ако се у планирању иде у сувишне детаље, може се занемарити основни податак од којег се полази, а то је серија утврђених вредности блокова.

### Период производње
Период производње карактерише краткорочно планирање(првенствено се ради о тромесечном планиранју, а некада и о месечном планирању).
Без обзира каква је функција циља, први је да се одреди количина руде, а следећи да се настоји да осигура константно, по садржају равномрно, снабдевање дробилице и млина. Ово планирање базира на подацима о залихама резерви које се обрачунавају на основу информација добијених бушењем. На основу тога се добијају процене резерве руде.
У моменту остварења краткорочних планова или дневне производње, долази до ситуације да се откопавају прави производни блокови са далео већом варијабилношћу од оних који су у претходним поступком процењени. Дневна реализација плана базира се на много прецизнијем узорковању.
У случају када је и врло коректно предвиђен садржај руде, та процена има мању варијацију у поређењу варијације на дневном нивоу, тако да ће дневно остварење дати нове податке о садржају који ће се разликовати од седмичних планских података. О томе се обично полемише на састанцима оперативних инжењера експлоатације.
Када се у процени примени неадекватан и лош поступак процене блокова, утврђивање разлике која ђе настати између процењене и стварне вредности доводи до неодговарајућег храњења млина, а понекад и до ванпланског премештања багера. У случају када се откопавање врши ведричарима и дреглајнима и када се не може променити блок откопавања, потребно је унапред предвидети варијабилност у храњењу млина у различитим временским периодима.
На крају је корисно указати на следеће: без обзира да ли се ради о потпуно новом лежишту, или се ради о руднику који је већ у раду и за који треба израдити план даљег развоја, у свим случајевима се ради о планирању. Прама томе, планирање је серија ланчаних одлука које базирају на претпоставкама, које чине подаци о залихама руде и количине кориснога метала у сваком блоку рудника. Што се даље планира, то се више напушта несигурна и нестабилна база од које се кренуло у почетку.

## Детаљно упознавање откривене руде у лежишту
У већини случајева није довољно да се само процене количине рудних резерви у лежишту и просечни садржај метала у руди, неопходно је проценити залихе руде у генералном смислу , узимајући у обзир и некористан материјал, односно јаловину .Посебне варијабилности ових процена јесу истраживачки радови који се постепено обављају у скалду са проценама и приликама датог терена. За погоне експлоатације и концентрације често треба познавати и дистрибуцију неке од карактеристика руде. Ова варијабилност знатно условљава избор рударских машина, потребу и величину станице за хомогенизацију руде, као и флексибилност млина.

## Процена рудних резерви
Оправдано је кад се сматра да је процена рудних резерви један од најважнијих фактора у реализацији рударске експлоатације.
Због тога је неопходно да се у практичној примени процена рудних резерви издвоје одговарајући концепт питања која код тога настају.
Општи проблем процене може да се дефинише на следећи начин: садржаји добијени истражним радовима из неких локализованих узорака треба да се пренесу на веће блокове лежишта или чак на цело лежиште. Практично решење, када се знају неке вредности t1, t2, ... tn, да се оне било каквом комбинацијом пренесу на блок који се студира, а то значи садржај тога узорка на садржај блока. Обављајући ту манипулацију долази се до два основна концепта:
- концепта проширења
- концепта грешке процене.

### Концепт проширења
Постоји више начина како да се податак узорка пренесе на експлоатациони блок а у зависности од поступка преношења у геологији се примјењују различити поступци. Без обзира на то, сви методи којима се утврђују резерве могу да се групишу у два поступка:
- геометријски поступак примењен код геометријских метода
- дистанционо-тежински поступак који се примењује код дистанционо-тежинских метода.

#### Геометријски метод
Геометријски методи су се врло често примењивали у периоду пре широке примене рачунара у геологији. Многе компаније и данас примењују те методе. У свим случајевима настоји се да се одреди блок садржаја припадајуће бушотине, што значи да се на блок врши проширење садржаја или било којег другог податка који се добија у бушотини.

#### Дистанционо-тежински метод
Дистанционо-тежински метод користи поступак којим се врши преношење на блок или тачку садржаја узорака који тај блок или тачку окружују, примењујући код тога линеарну аналитичку комбинацију. Пошто се ради о великом броју аналитичких операција, ови методи су постали полуларни тек са популаризацијом рачунара у геологији.

### Концепт грешке процене
Због јасне чињенице да увек постоји разлика у садржају између узорка и блока увек долази до појаве грешке  када се у поступку процене пренесе податак узорка на блок. Вредност метода процене се изводи на основу величине грешака које код тога настају. Грешка се не може унапред предвидети, јер у супротном када би се грешка знала могла би се и отклонити. Према томе пре него што се приступи откопавању треба да се од више метода одабере најбољи који подразумева метод са најмањом грешком.
Сви поступци процене неће дати у свим појединачним проценама исту грешку. Тако ће истом методом процене у порфирном лежишту бакра добити грешка 0,1% Cu, у другом ће она бити мања али најчешће 0,4% Cu. Због тога је важно да се испита  и савлада процес настанка грешке.
Увек се тежи ка смањењу грешке колико је то увек могуће и колико терен и ситуација дозвољавају.